# Estatua ecuestre de Winfield Scott
El Teniente general Brevet Winfield Scott es una estatua ecuestre en Washington D. C. (Estados Unidos), que honra al oficial militar de carrera Winfield Scott. El monumento se encuentra en el centro de Scott Circle, una rotonda y un pequeño parque en la convergencia de la calle 16, Avenida Massachusetts y la avenida Rhode Island NW. La estatua fue esculpida por Henry Kirke Brown, cuyas obras más conocidas incluyen estatuas de George Washington en Nueva York y Nathanael Greene en Washington D. C. Fue la primera de muchas esculturas en honor a los generales de la Guerra de Secesión que se instalaron en las rotondas de Washington D. C. y plazas y fue la segunda estatua en la ciudad en honor a Scott.
La escultura es uno de los 18 monumentos de la Guerra Civil en Washington D. C. que se incluyeron colectivamente en el Registro Nacional de Lugares Históricos en 1978. El monumento y el parque son propiedad y están mantenidos por el Servicio de Parques Nacionales, una agencia federal del Departamento del Interior. La estatua de bronce descansa sobre una base de granito que en ese momento era la piedra más grande jamás extraída en los Estados Unidos. Muy criticada por su representación de Scott y las proporciones del caballo, es considerada una de las peores esculturas ecuestres de la ciudad por autores e historiadores.

## Historia

### Contexto
Winfield Scott (1786-1866), apodado "Viejo alboroto y plumas" y el "Gran anciano del ejército", sirvió en servicio activo como general por más tiempo que cualquier otro oficial estadounidense. Durante su carrera de 53 años, lideró fuerzas durante varias guerras, incluida la Guerra anglo-estadounidense de 1812, la Guerra de Halcón Negro, la Intervención estadounidense en México, las Guerras Seminole y la Guerra de Secesión. Sirvió bajo todos los presidentes desde Thomas Jefferson hasta Abraham Lincoln. Su servicio de veinte años como comandante general del Ejército de los Estados Unidos fue el más largo en la historia de ese cargo. Su popularidad después de la Intervención estadounidense en México resultó en que Scott fuera nominado candidato del Partido Whig en las elecciones presidenciales de 1852.
Tras la muerte de Scott en 1866, los veteranos y otros ciudadanos comenzaron a presionar para que se construyera un monumento en honor al general. El 3 de marzo de 1867, el Congreso autorizó 35 000 dólares para la construcción de una estatua ecuestre. El monumento fue reautorizado por el Congreso el 15 de julio de 1870 y el 10 de junio de 1872. El artista seleccionado fue Henry Kirke Brown (1814–1886), un escultor de Nueva York cuya estatua ecuestre de George Washington de 1856 en Union Square, Manhattan, había sido bien recibida por la crítica. Sus otros trabajos en Washington D. C. incluyen al Mayor general Nathanael Greene en Stanton Park y bustos de los vicepresidentes George Clinton y John C. Breckinridge, el poeta William Cullen Bryant, el mayor general Philip Kearny y los senadores Henry Clay y Richard Stockton.

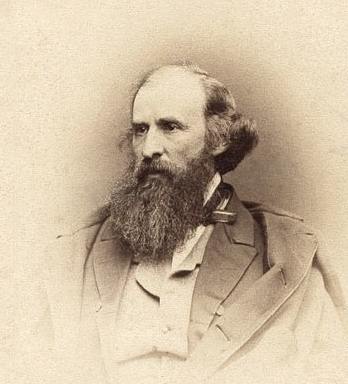
Henry Kirke Brown en 1870.

El modelo de la estatua se completó alrededor de 1872. El gobierno federal contribuyó con cañones de bronce capturados por Scott durante la Intervención estadounidense en México para usar para moldear la estatua. Antes de que comenzara el casting, los descendientes de Scott vieron el modelo y protestaron por el diseño. Brown había diseñado el caballo para que fuera una yegua pequeña, que Scott prefería montar, en lugar de un semental. Los descendientes argumentaron que ningún otro general había sido retratado montando una yegua y que un caballo con las fosas nasales ensanchadas y el cuello arqueado sería más adecuado. Brown estaba molesto por las solicitudes y solo hizo modificaciones mínimas al diseño, lo que resultó en Scott, un hombre alto y pesado que mide 2 m de y con un peso de 136 kg, montando una pequeña yegua con genitales externos de semental. La estatua fue fundada por Robert Wood & Company, cuyos otros trabajos en Washington D. C. incluyen al general de división Nathanael Greene, al general de división James B. McPherson y al general John A. Rawlins.
Se disputa el arquitecto seleccionado para diseñar la base. El historiador James M. Goode, autor de Escultura al aire libre de Washington D. C., cita al general Orville E. Babcock del Cuerpo de Ingenieros como arquitecto, mientras que un informe de 1985 del Servicio de Parques Nacionales acredita a George Edward Harney. La mampostería fue completada por Jonas French de Cape Ann Granite Company. La base fue tallada en un solo bloque de granito que pesaba más de 150 toneladas. Fue la piedra individual más grande jamás extraída en los Estados Unidos en ese momento.
El sitio original planeado para la estatua era la actual McPherson Square. Scott Circle, una extensión de tierra anteriormente conocida como Jamaica, fue renombrada en honor a Scott cuando se instaló el monumento en 1874 a un costo total de 77 000 dólares. Aunque no hubo una dedicación formal, el parque que rodea el sitio se ajardinó con árboles y flores ornamentales antes de que se instalara el monumento. El monumento fue el primero de muchos monumentos a los generales de la Guerra de Secesión en las rotondas y plazas de Washington D. C., aunque Scott es el único oficial de la Guerra de Secesión representado por dos estatuas en la capital de la nación. La segunda estatua, del escultor Launt Thompson, fue erigida en los terrenos de la Casa de los Soldados de los Estados Unidos en 1873.

### Recepción

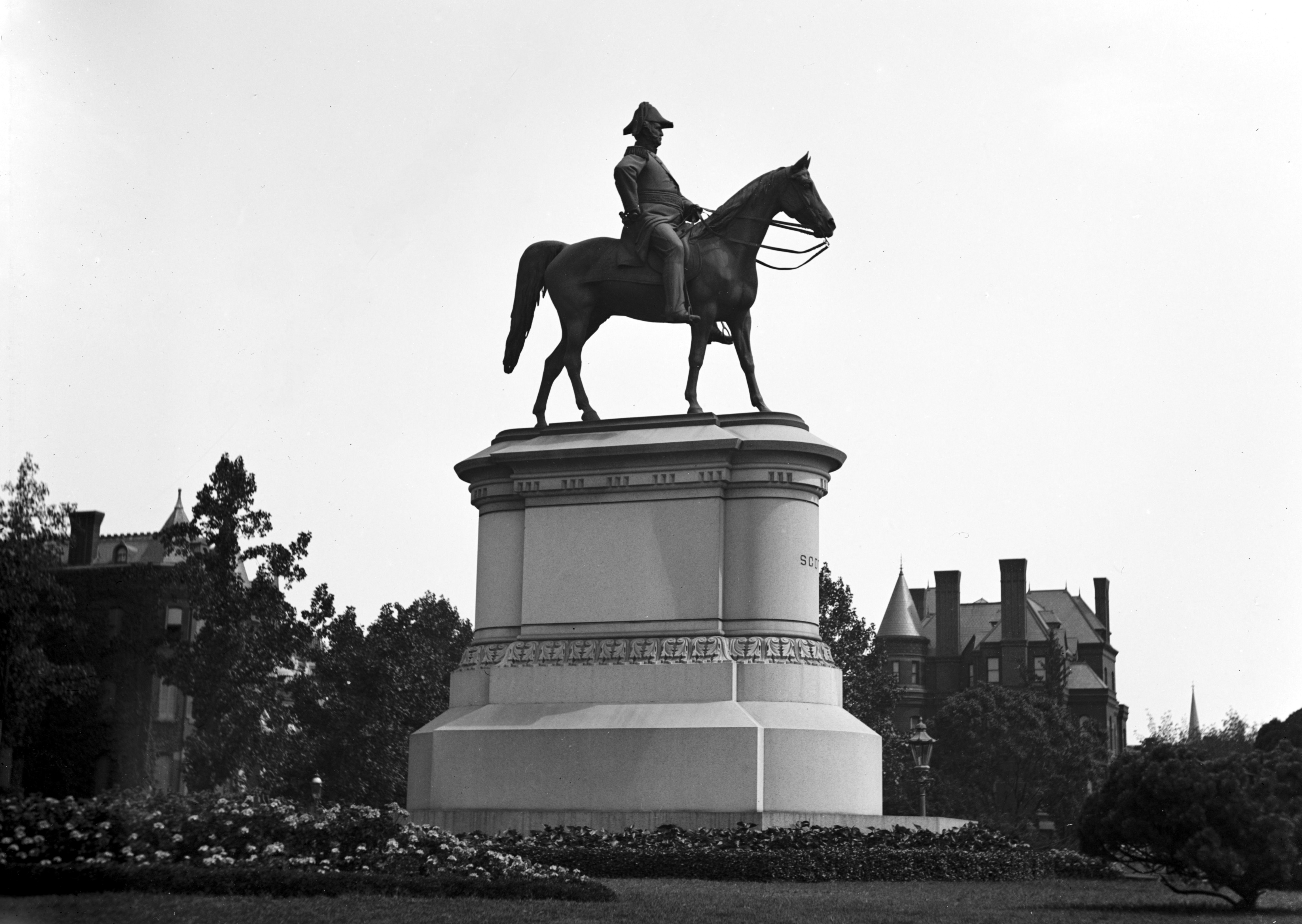
El monumento a Scott hacia 1919.

La estatua recibió muchas críticas después de su instalación. Los críticos dijeron que Scott estaba siendo retratado como "demasiado viejo, demasiado gordo, demasiado rígido, demasiado corto de piernas". Fue descrito como "un viejo saco de harina" e irritado porque su mano estaba apoyada en su cadera. El caballo fue ridiculizado aún más. Un reportero dijo que parecía que el caballo "sufría un poco de cojera en el hueso del anillo y no se atrevía a viajar más rápido que una caminata". Las proporciones del caballo recibieron la mayor cantidad de críticas, y los observadores lo calificaron de "demasiado ligero, demasiado delicado, demasiado delgado, demasiado tímido y terriblemente proporcionado". Según los informes, al ver el monumento, el general Philip Sheridan le dijo a su esposa que nunca dejara que lo inmortalizaran de esa manera. Kathryn Allamong Jacob, autora de Testament to Union: Civil War Monuments en Washington D. C., lo considera uno de los peores monumentos ecuestres de la ciudad, especialmente si se compara con la cercana estatua del Mayor general George Henry Thomas, considerada una de las mejores de la ciudad. Un artículo de 2000 en The Washington Post lo describió como la estatua ecuestre más extraña de la ciudad.

### Historia posterior
La introducción del monumento estimuló el desarrollo alrededor de Scott Circle y el área inmediata. Poco después de que se instalara el monumento, personas notables, incluido el secretario del Tesoro, William Windom, y el fundador de The Washington Post, Stilson Hutchins, construyeron mansiones alrededor del círculo. El área continuó siendo un lugar deseable para los habitantes adinerados de Washington hasta que la mayoría de las mansiones fueron demolidas en la década de 1940. En 1941, el monumento se retiró temporalmente cuando se construyó un túnel de cuatro carriles debajo del círculo.
La estatua es uno de los dieciocho monumentos de la Guerra de Secesión en Washington D. C. que se incluyeron colectivamente en el Registro Nacional de Lugares Históricos (NRHP) el 20 de septiembre de 1978 y en el Inventario de Sitios Históricos del Distrito de Columbia el 3 de marzo de 1979.  El monumento y el parque circundante son propiedad y están mantenidos por el Servicio de Parques Nacionales, una agencia federal del Departamento del Interior.

## Diseño y ubicación
El monumento a Scott está ubicado en el centro de Scott Circle, una rotonda y un parque en la convergencia de 16th Street, Massachusetts Avenue y Rhode Island Avenue NW, en el límite de los vecindarios de Dupont Circle y Logan Circle. Scott Circle se considera el término sureste de Embassy Row con la Embajada de Australia con vistas al círculo y la estatua. La estatua mira hacia el sur por la calle 16 hacia la Casa Blanca. El parque está flanqueado por dos pequeñas reservas triangulares. El Monumento a Daniel Webster, que figura en el NRHP, está en la reserva oeste y el Monumento a Samuel Hahnemann, que también figura en el NRHP, está en la reserva este. La estatua y el parque no están destinados al uso de peatones ya que no hay aceras en o alrededor del círculo. Los peatones utilizan las reservas laterales para maniobrar alrededor del círculo.
La estatua de bronce tiene 4,6 m alto y 3 m de largo mientras que la base de granito sobre la que descansa es 7,3 m de ancho y 9,1 m de largo. La inscripción "SCOTT" está en el lado sur de la base. La estatua representa a Scott con un uniforme de campo de teniente general, que incluye un sombrero y una chaqueta larga con charreteras con flecos y una faja decorativa. Está montando su caballo mientras sostiene las riendas en su mano izquierda. La mano derecha de Scott sostiene un par de anteojos y descansa sobre su cadera. Su espada está en su lado izquierdo. La base escalonada está adornada con decoración arquitectónica.